# Вулиця Степана Ковніра
Вулиця Степа́на Ковні́ра — вулиця в Печерському районі міста Києва, місцевість Печерськ. Пролягає від Арсенальної вулиці до тупика (раніше — до вулиці Генерала Алмазова, автомобільного проїзду до цієї вулиці немає).

## Історія
Вулиця виникла в 2-й половині XVIII століття поруч з так званим Засарайним шляхом, що з'єднував Печерськ з військовими сараями і фурштатським двором (стоянкою військового обозу), який розміщувався за сараями, позначена на картах міста починаючи з 1780 року. Звідси з 1870-х років мала назву Засарайний провулок, деякий час використовувалася назва Ольгинська вулиця. Розміщувалася у межах т. з. еспланади Київської фортеці, тому на цивільних картах міста майже до кінця XIX століття ця місцевість не позначалася.
З 1904 року вулиця мала назву Аносовська, за ім'ям генерал-лейтенанта Олексія Аносова, коменданта Печерської фортеці у 1890—1898 роках.
У 1928 році отримала назву вулиця Ластовського на честь київського робітника-більшовика Олександра Ластовського.
Сучасна назва на честь українського архітектора XVII століття, майстра українського бароко Степана Ковніра — з 2016 року. 
У 1930-х роках відтинок Госпітальної вулиці між сучасними вулицями Мала Шияновська та Генерала Алмазова мав назву Засарайна вулиця. Вулиця зникла внаслідок перепланування цієї місцевості під час прокладання бульвару Лесі Українки і перебудови довколишньої місцевості, пролягала трохи північніше нинішнього бульвару.

## Зображення

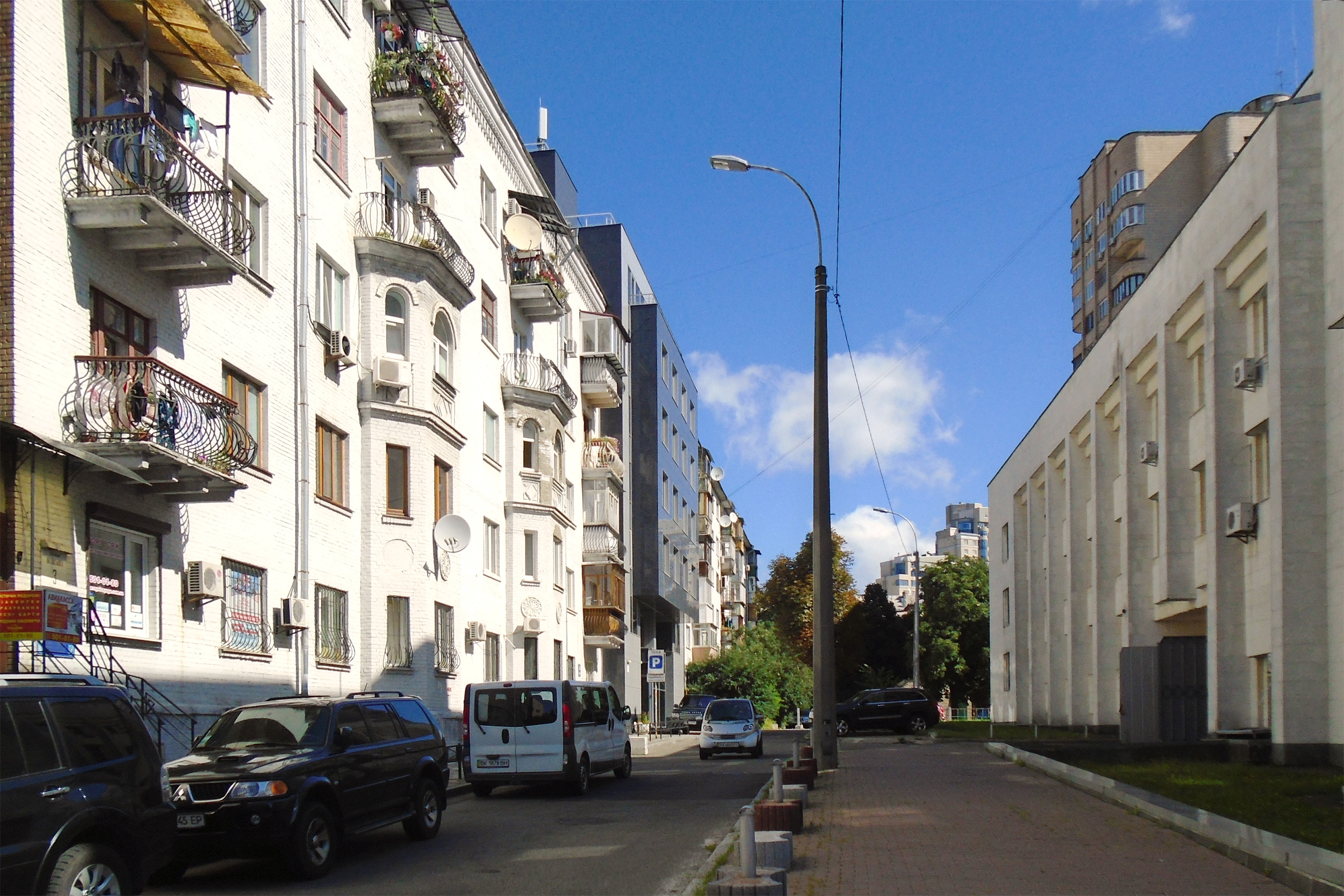
Вулиця Ластовського, 2015 рік
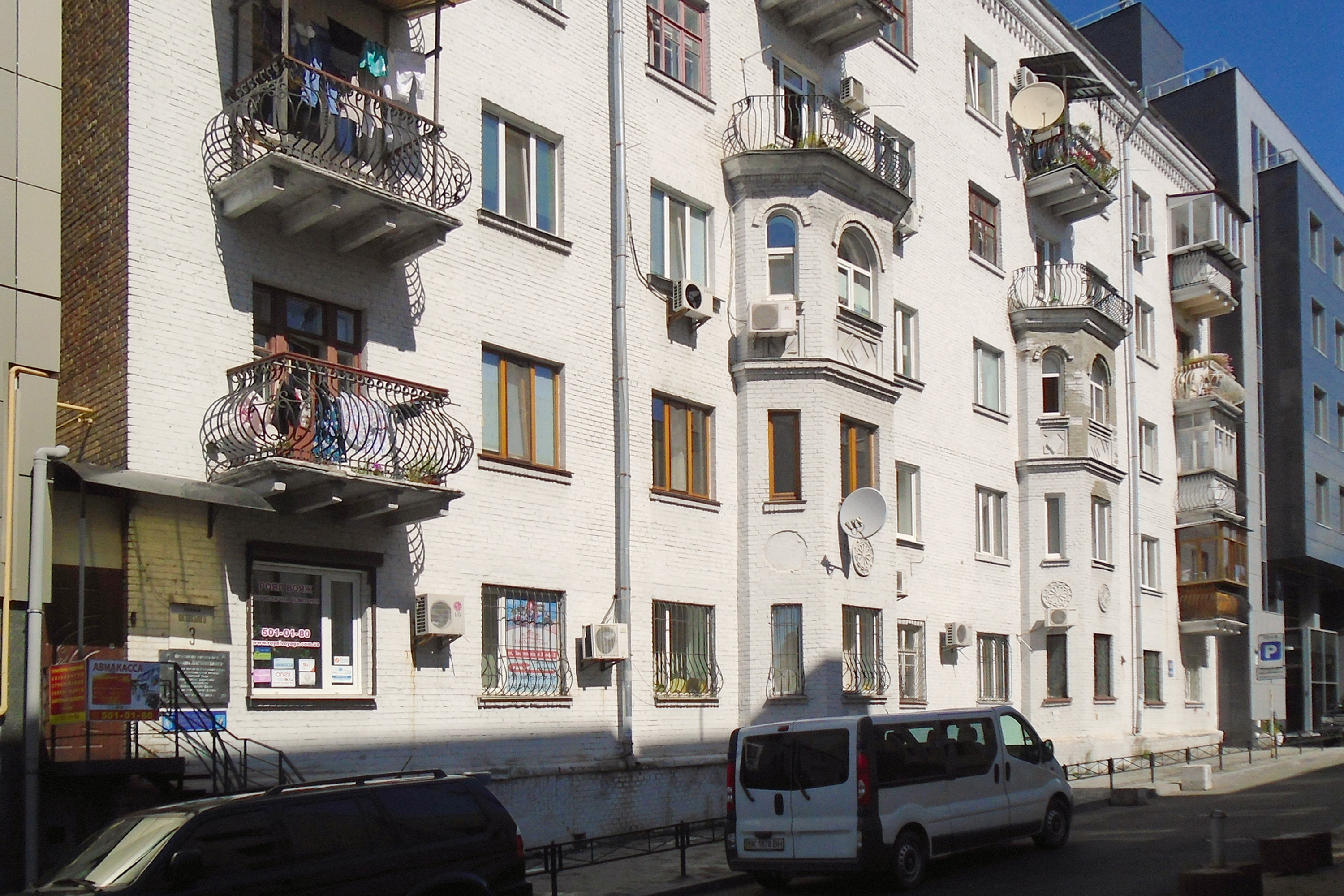
Будинок № 3 по вулиці Ластовського, 2015 рік